# Яндекс Директ
«Яндекс Дире́кт» — система контекстной рекламы на страницах «Яндекса» и сайтах партнеров Рекламной системы Яндекса. «Директ» в 2001 году стал первым сервисом поисковой рекламы в русскоязычном интернете, тогда как конкуренты — Ads и Begun — появились в российском сегменте интернета только в 2002 году.
Яндекс Директ предоставляет рекламодателям следующие возможности:
- самостоятельно оценивать пользовательский спрос на информацию. Открытая статистика поисковых запросов показывает, чем и как часто интересуются люди в интернете;
- самостоятельно выбрать запрос, по какому будет показано рекламное объявление;
- самостоятельно составить рекламный текст.
- самостоятельно выбрать страну и/или город, где живёт его потенциальный покупатель;
- самостоятельно управлять своей рекламой на страницах результатов поиска Яндекса.

С 2002 года в Яндекс Директе стал доступен геотаргетинг. Появилась возможность настройки рекламы по регионам с помощью выбора тарифов: «базовый» (настройка рекламы на любой город и регион, за исключением Москвы) и «базовый плюс» (настройка рекламы на любые города и регионы вообще).
В 2003 году, кроме оплаты рекламы по модели CPM (плата за 1000 показов объявления), стала доступна модель CPC (плата за клик на объявление). Кроме того, Я.Д. перешел на аукционную модель размещения: рекламу покажет тот, кто установит самую высокую цену за клик.
В 2006 году открылся свободный прием рекламных площадок через Рекламную сеть Яндекса.
Весной 2007 года заработала Яндекс Метрика. Изначально она была частью рекламной системы Директа и помогала его клиентам оценивать качество аудитории и измерять конверсию. Однако спустя два года стала функционировать как полноценный сервис веб-аналитики.
По состоянию на 2010 год, на «Яндекс» приходилось 80 % всей контекстной рекламы в Рунете.
В 2021 году Яндекс Директ впервые за 20 лет сменил логотип и стиль. Вместо старого логотипа с документом появился новый — со стрелкой, который, по словам представителей компании, «ассоциируется с курсором, с кликом и движением графика вверх».
Ценообразование
Действует аукционная система с оплатой за клик. При этом цена клика зависит от CTR. Сложно дать оценку прибыльности такого подхода для рекламной сети, однако для рекламодателя это несёт следующие сложности:
- Если прогнозный CTR для нового объявления ниже реального, то рекламодатель слегка переплачивает первое время.
- Если по тематике у конкурентов умеренные ставки и очень высокий CTR, а прогнозный CTR средний, то цена клика для нового рекламодателя может стать заградительной.
- Накрутить несколько кликов на объявления конкурентов несколько проще, чем накрутить десятки показов, заодно и своих объявлений.

Несмотря на столь очевидные недостатки подхода с оплатой за клик, цена которого для нового объявления зависит от прогнозного CTR, а также от конкуренции, рассчитываемой на основе ставок конкурентов и их реального CTR, рекламная сеть добавила оплату за показы, как это было ранее сделано в Google AdSense.

## Критика
Как и другими площадками, рекламной системой от Яндекс иногда пользуются мошенники. Например, недобросовестный рекламодатель может создать страницу для продажи товаров или услуг, но вместо оказания услуги просто списать деньги, не выполняя свою часть сделки. Запуск рекламы для такой страницы займет лишь несколько часов, и до момента выявления нарушений могут пострадать десятки пользователей. Яндекс Директ досконально не проверяет рекламируемые сайты, если они не относятся к запрещенным тематикам.